# François Pécoul
François, Augustin, Marie, Charles Pécoul né à Basse-Pointe en Martinique le 17 mai 1798, mort à Paris le 6 janvier 1858 est député de la Martinique à l'Assemblée nationale constituante en 1848. Il est propriétaire à Basse-Pointe, et d'opinions conservatrices.

## Biographie
Issu d'une famille de juristes bordelais et de planteurs en Martinique, François Pécoul fait souvent figure de « colon réaliste ». Lors des élections des 9, 10 et 11 août 1848 pour l'Assemblée constituante de 1848, il obtient 128 voix contre 19 395 à Cyrille Bissette, 18 803 à Pierre-Marie Pory-Papy et 18 659 à Victor Schoelcher. 
Pour les élections à l'Assemblée nationale législative de 1849, Cyrille Bissette propose une alliance à Pécoul pour lutter contre la paire formée par Pierre-Marie Pory-Papy et Victor Schoelcher. Ils remportent tous les deux l'élection, avec une large majorité. 
Après son élection, François Pécoul siège à droite de l'Assemblée au sein du Parti de l'Ordre et vote en faveur de la Loi Falloux. Il se retire de la vie politique après le Coup d'État du 2 décembre 1851.